# أركش الفرنتيرة
أركش أو أَرْكُش الْفَرَنْتِيرَة (بالإسبانية: Arcos de la Frontera "أركوس ديلا فرونتيرا")‏، هي إحدى بلديات مقاطعة قادس, التي تقع في منطقة الأندلس جنوب إسبانيا.
يبلغ عدد سكانها 28.369 نسمة وفقاً لإحصائية سنة (2002).

## توأمة
لأركوس ديلا فرونتيرا اتفاقيات توأمة مع:
- أنتيكولي كورادو